# Net-entreprises
Net-entreprises est un portail public numérique gratuit pour les démarches sociales que doivent effectuer les entreprises. La plateforme numérique Net-entreprises  a été créée et est portée par le Groupement d’Intérêt Public Modernisation des Déclarations Sociales (GIP-MDS), qui réunit les organismes de protection sociale français. C’est via Net-entreprises que s’effectue la déclaration sociale nominative (DSN)  qui a remplacé depuis fin 2021 70 procédures et déclarations sociales  et à laquelle est adossée le prélèvement de l’impôt à la source (PAS).

## Historique
Créé en 2000 , Net-entreprises rassemble les déclarations sociales liées aux événements de la vie professionnelle des salariés en France : embauche, licenciement, arrêt maladie, congés maternité ou adoption, etc. Net-entreprises a mis en place la Déclaration Sociale Nominative, la DSN, en 2012 : il s’agit d’un échange de données informatisé destiné à remplacer la majorité des déclarations sociales . La Déclaration Sociale Nominative a ensuite été appliquée à l’ensemble du secteur privé en 2017, puis à la Fonction publique entre 2020  et 2022 (soit 70 000 établissements et 5,6 millions d’agents ). Net-entreprises a également permis la mise en œuvre du prélèvement à la source à partir de 2019, en l’adossant à la DSN. Depuis le 1er janvier 2022, avoir un compte Net-entreprises est obligatoire pour toutes les entreprises ayant au moins un salarié pour accéder aux notifications du compte AT MP, Accident du Travail et Maladie Professionnelle,.

## Gouvernance
Net-entreprises est géré par le Groupement d’Intérêt Public Modernisation des Déclarations Sociales (GIP-MDS) , sous la tutelle de la direction de la Sécurité sociale (DSS).
Le GIP-MDS rassemble les utilisateurs et les bénéficiaires du portail : organismes de protection sociale, caisses de secteurs d’activité spécifiques ou régimes spéciaux, organismes de prévoyance collective, syndicats patronaux et salariés, représentants d’utilisateurs, Conseil National de l’Ordre des Experts comptables, Caisse des Dépôts (CDC), caisses de retraites de la Fonction publique .
La liste des membres en date de janvier 2023 :
Urssaf, Agirc-Arrco, CNAV, France Travail, Unédic, Caisse Nationale d'Assurance Maladie, CNAF, MSA, CIBTP France, CS CRPCEN, CTIP, FRANCE ASSUREURS, MUTUALITÉ FRANÇAISE, CRPNPAC, CPRPSNCF, CNIEG, CAMIEG, ENIM, CAVIMAC, CNBF, CDC, RAFP, Ircantec, CNRACL, CFDT, CPME, CGT, CGT FO, Conseil National de l'Ordre des Experts-Comptables, FNSEA, MEDEF, NUMEUM, UNAPL, U2P.
Sont également associés au travers de la convention DSN ou de conventions spécifiques un ensemble d’administrations qui utilisent les données DSN (DGFiP, DGEFP, DARES, etc.).

## Mission
Net-entreprises a notamment pour mission de délivrer un service d’authentification et de transmission des déclarations dues par les entreprises sur les données sociales. Pour ce faire, il recueille « les attentes des entreprises et des tiers déclarants, conjointement avec les organismes de protection sociale concernés » et élabore les « solutions fonctionnelles, organisationnelles et techniques permettant de répondre à ces attentes ». Des instances sont dédiées à la consultation des entreprises utilisatrices des produits ou services développés par Net-entreprises. Chaque nouveau service est testé avec une phase pilote avant une ouverture généralisée DSN : un seuil intermédiaire en juillet 2016 avant généralisation début 2017 (itespresso.fr).
Pour expliquer les évolutions de Net-entreprises aux entreprises, le GIP-MDS rassemble depuis 2007 dans toutes les régions des experts de la protection sociale au sein des Comités régionaux Net-entreprises. Composés des représentants de tous les organismes de protection sociale, ces comités régionaux organisent des événements à la rencontre des utilisateurs.
En 2022, 3 millions d’utilisateurs ont réalisé plus de 38 millions de déclarations via Net-entreprises pour 2 millions d’entreprises   et  , soit la quasi-totalité des entreprises en France. Près de 28 millions de salariés et agents sont concernés.
D’après une enquête Ifop menée en mai 2022 interrogeant des responsables des formalités sociales en entreprises et des cabinets d’experts-comptables, 91% des répondants considèrent que Net-entreprises « est un élément important de la simplification des démarches pour les entreprises ». En termes d’usage, 97% considèrent Net-entreprises « utile » et 89% jugent la plateforme facile à utiliser notamment au regard des transformations conduites ces dernières années.

## Déclaration sociale nominative
La déclaration sociale nominative (DSN) est un projet de transformation numérique  destiné à simplifier les formalités administratives des entreprises, en inversant ce qui était le paradigme de la collecte des données sociales : plutôt que de partir des besoins de réception des données pour concevoir le flux à transmettre, il se base sur la réalité des systèmes d’information paie et RH. La DSN remplace à ce jour environ 70 formalités déclaratives ; elle est unique, mensuelle et numérique pour l’ensemble des organismes sociaux. Les collaborateurs des entreprises disposent en outre d’une identification numérique unique sur Net-entreprises pour passer d’un site partenaire à un autre sans avoir besoin de se ré-authentifier : c’est le cas par exemple entre Net-entreprises et le site "Jedeclare.com" .
Selon l’étude Ifop réalisée en mai 2022, 79 % des répondants considèrent que la DSN « a apporté de vraies simplifications pour les entreprises ». Enfin, 82 % des responsables interrogés reconnaissent que « la DSN a renforcé la qualité des données issues de la paie » .